# Ursprungsmyt
Hos många folk har det funnits berättelser som skildrar vad som hände i urtiden. Man har velat förstå den värld man lever i genom att förklara hur det var i begynnelsen. Det som hände då får förklara varför världen är som den är nu. Sådana berättelser kallas ursprungsmyter. 